# Élections présidentielles sous la Cinquième République dans l'Ariège
Depuis l'adoption de la Constitution de la Cinquième République française en 1958, dix élections présidentielles ont eu lieu afin d'élire le président de la République. Cette page présente les résultats de ces élections en Ariège.

## Synthèse des résultats du second tour
L'Ariège vote traditionnellement plus à gauche que la France. C'est en particulier le cas en 1965, 1974, 1995 et 2007 où le département a placé en tête respectivement François Mitterrand (62,51 en 1965 et 63,54 % en 1974), Lionel Jospin (60,07 %) et Ségolène Royal (59,56 %) alors qu'au niveau national ont été élus Charles de Gaulle (55,20 % ), Valéry Giscard d'Estaing (50,81 %), Jacques Chirac (52,64 %) et Nicolas Sarkozy (53,06 %).
En 2022, Emmanuel Macron obtient plus de 7 points de moins qu'au niveau national, Marine Le Pen approchant de la barre des 50 %.
| 2022 | Emmanuel Macron (51,09%) (France : 58,55 %) | Marine Le Pen (48,91 %) (France : 41,45 %) | 75,01% (France : 71,99%) | 10,40% (France : 6,23%) |

| 2017 | Emmanuel Macron (63,09 %) (France : 66,10 %) | Marine Le Pen (36,91 %) (France : 33,90 %) | 77,26 % (France : 77,77 %) | 2,31 % (France : 2,47 %) |

| 2012 | François Hollande (64,69 %) (France : 51,64 %) | Nicolas Sarkozy (35,31 %) (France : 48,36 %) | 84,1 % (France : 80,35 %) | 1,86 % (France : 5,82 %) |

| 2007 | Nicolas Sarkozy (40,44 %) (France : 53,06 %) | Ségolène Royal (59,56 %) (France : 46,94 %) | 87,15 % (France : 83,97 %) | 1,56 % (France : 4,20 %) |

| 2002 | Jacques Chirac (83,87 %) (France : 82,21 %) | J.-M. Le Pen (16,13 %) (France : 17,79 %) | 76,01 % (France : 79,71 %) | 3,94 % (France : 3,38 %) |

| 1995 | Jacques Chirac (39,93 %) (France : 52,64 %) | Lionel Jospin (60,07 %) (France : 47,36 %) | 81,56 % (France : 78,38 %) | 3,02 % (France : 2,81 %) |

| 1988 | François Mitterrand (63,93 %) (France : 54,02 %) | Jacques Chirac (36,07 %) (France : 45,98 % %) | 81,8 % (France : 81,35 %) | 1,86 % (France : 2,00 %) |

| 1981 | François Mitterrand (63,23 %) (France : 51,76 %) | Valéry Giscard d'Estaing (36,77 %) (France : 48,24 %) | 80,51 % (France : 81,09 %) | 1,51 % (France : 1,62 %) |

| 1974 | Valéry Giscard d'Estaing (36,46 %) (France : 50,81 %) | François Mitterrand (63,54 %) (France : 49,19 %) | 84,48 % (France : 84,23 %) | 2,12 % (France : 0,92 %) |

| 1969 | Georges Pompidou (50,24 %) (France : 58,21 %) | Alain Poher (49,76 %) (France : 41,79 %) | 76,06 % (France : 77,59 %) | 1,34 % (France : 1,29 %) |

| 1965 | Charles de Gaulle (37,49 %) (France : 55,20 %) | François Mitterrand (62,51 %) (France : 44,80 %) | 81,54 % (France : 84,75 %) | 1,05 % (France : 1,01 %) |

|  | ▲ |

## Résultats détaillés par scrutin

### 2022
Arrivé en tête du premier tour, le président sortant Emmanuel Macron (27,85 %) affronte Marine Le Pen (23,15 %), un duel identique à celui du scrutin de 2017. C'est la deuxième fois qu'un second tour opposant les mêmes candidats à deux scrutins présidentiels consécutifs a lieu après ceux où se sont affrontés Valéry Giscard d'Estaing et François Mitterrand en 1974 et 1981.
En troisième position avec 21,95 % des voix, Jean-Luc Mélenchon réalise le score le plus élevé de ses trois candidatures et arrive largement en tête de la gauche, mais échoue à accéder au second tour, avec environ 400 000 voix de moins que Marine Le Pen.
Une nouvelle fois, les partis politiques traditionnels sont absents du second tour, dans des proportions encore plus importantes que lors de la précédente élection. Le Parti socialiste et Les Républicains, représentés respectivement par Anne Hidalgo et Valérie Pécresse, s'effondrent avec des scores historiquement faibles et n'atteignent pas le seuil des 5 %, condition permettant d'être remboursé des frais de campagne.
Le second tour voit Emmanuel Macron l'emporter par 58,55 % des suffrages exprimés, permettant ainsi au président sortant d'entamer un second mandat. Le septennat ayant été aboli en 2000, il devient ainsi le premier président de la République française à être réélu pour un deuxième quinquennat, le deuxième président de la Cinquième République réélu hors période de cohabitation et le quatrième président de la Cinquième République réélu
En Ariège, Jean-Luc Mélenchon arrive en tête du premier tour avec 26,07% des exprimés, suivi de Marine Le Pen (23,94%), Emmanuel Macron (19,71%),Jean Lassalle (8,21%) et Éric Zemmour (6,35%). Au second tour, les électeurs ont voté à 51,09% pour Emmanuel Macron contre 48,91% pour Marine Le Pen avec un taux de participation de 75,01% des inscrits.
| Candidats                | Candidats                | Partis                   | Premier tour | Premier tour | Second tour | Second tour |
| Candidats                | Candidats                | Partis                   | Voix         | %            | Voix        | %           |
| ------------------------ | ------------------------ | ------------------------ | ------------ | ------------ | ----------- | ----------- |
|                          | Jean-Luc Mélenchon       | LFI                      | 23 908       | 26,07        |             |             |
|                          | Marine Le Pen            | RN                       | 21 958       | 23,94        | 37 616      | 48,91       |
|                          | Emmanuel Macron          | LREM                     | 18 071       | 19,71        | 39 298      | 51,09       |
|                          | Jean Lassalle            | RES                      | 7 532        | 8,21         |             |             |
|                          | Éric Zemmour             | REC                      | 5 821        | 6,35         |             |             |
|                          | Anne Hidalgo             | PS                       | 3 208        | 3,50         |             |             |
|                          | Yannick Jadot            | EELV                     | 3 020        | 3,29         |             |             |
|                          | Valérie Pécresse         | LR                       | 2 724        | 2,97         |             |             |
|                          | Fabien Roussel           | PCF                      | 2 701        | 2,95         |             |             |
|                          | Nicolas Dupont-Aignan    | DLF                      | 1 621        | 1,77         |             |             |
|                          | Philippe Poutou          | NPA                      | 723          | 0,79         |             |             |
|                          | Nathalie Arthaud         | LO                       | 417          | 0,45         |             |             |
|                          |                          |                          |              |              |             |             |
| Votes valides            | Votes valides            | Votes valides            | 91 704       | 97,55        | 76 914      | 86,13       |
| Votes blancs             | Votes blancs             | Votes blancs             | 1 532        | 1,63         | 8 637       | 9,67        |
| Votes nuls               | Votes nuls               | Votes nuls               | 775          | 0,82         | 3 745       | 4,19        |
| Total                    | Total                    | Total                    | 94 009       | 100          | 89 296      | 100         |
| Abstention               | Abstention               | Abstention               | 25 028       | 21,03        | 29 751      | 24,99       |
| Inscrits / participation | Inscrits / participation | Inscrits / participation | 119 039      | 78,97        | 119 047     | 75,01       |

### 2017
Le premier tour de l'élection présidentielle de 2017 voit s'affronter onze candidats. Emmanuel Macron arrive en tête devant Marine Le Pen et tous deux se qualifient pour le second tour. Néanmoins, avec François Fillon et Jean-Luc Mélenchon, les scores des quatre candidats ayant recueilli le plus de voix sont serrés (4,43 points entre le 1er et le 4e). Pour la première fois, aucun des candidats des deux partis politiques pourvoyeurs jusque-là des présidents de la Ve République, n'est présent au second tour. Celui-ci se tient le dimanche 7 mai et se solde par la victoire d'Emmanuel Macron, avec un total de 20 753 798 bulletins de vote en sa faveur, soit 66,10 % des suffrages exprimés, face à la candidate du Front national, qui recueille 33,90 %. Le scrutin est néanmoins marqué par une forte abstention et par un record de votes blancs ou nuls. 
En Ariège, Jean-Luc Mélenchon arrive en tête du premier tour avec 26,76 % des exprimés, suivi de Marine Le Pen (21,7 %), Emmanuel Macron (20,92 %), François Fillon (12,75 %) et Benoît Hamon (7,85 %). Au second tour, les électeurs ont voté à 63,09 % pour Emmanuel Macron contre 36,91 % pour Marine Le Pen avec un taux de participation de 77,26 % des inscrits.
|             | LFi         | Jean-Luc Mélenchon    | 24 970  | 26,76 %    |         |            |  |  |
|             | FN          | Marine Le Pen         | 20 247  | 21,7 %     | 28 074  | 36,91 %    |  |  |
|             | EM          | Emmanuel Macron       | 19 523  | 20,92 %    | 47 983  | 63,09 %    |  |  |
|             | LR          | François Fillon       | 11 892  | 12,75 %    |         |            |  |  |
|             | PS          | Benoît Hamon          | 7 326   | 7,85 %     |         |            |  |  |
|             | DlF         | Nicolas Dupont-Aignan | 3 369   | 3,61 %     |         |            |  |  |
|             | RES         | Jean Lassalle         | 3 304   | 3,54 %     |         |            |  |  |
|             | NPA         | Philippe Poutou       | 1 180   | 1,26 %     |         |            |  |  |
|             | UPR         | François Asselineau   | 799     | 0,86 %     |         |            |  |  |
|             | LO          | Nathalie Arthaud      | 556     | 0,6 %      |         |            |  |  |
|             | SeP         | Jacques Cheminade     | 140     | 0,15 %     |         |            |  |  |
|             |             |                       |         |            |         |            |  |  |
|             |             |                       | Nombre  | % inscrits | Nombre  | % inscrits |  |  |
| Inscrits    | Inscrits    | Inscrits              | 117 409 |            | 117 406 |            |  |  |
| Abstentions | Abstentions | Abstentions           | 21 392  | 18,22 %    | 26 698  | 22,74 %    |  |  |
| Votants     | Votants     | Votants               | 96 017  | 81,78 %    | 90 708  | 77,26 %    |  |  |
|             |             |                       |         |            |         |            |  |  |
|             |             |                       |         | % votants  |         | % votants  |  |  |
| Blancs      | Blancs      | Blancs                | 1 727   | 1,47 %     | 10 133  | 8,63 %     |  |  |
| Nuls        | Nuls        | Nuls                  | 984     | 0,84 %     | 4 518   | 3,85 %     |  |  |
| Exprimés    | Exprimés    | Exprimés              | 93 306  | 79,47 %    | 76 057  | 64,78 %    |  |  |

### 2012
Hollande, désigné par le PS à la suite d'une primaire ouverte, devance Sarkozy dès le premier tour de l'élection présidentielle de 2012 : c'est la première fois qu'un président sortant est ainsi devancé. Au second tour, Sarkozy est battu mais par un écart plus faible qu'attendu.
En Ariège, François Hollande arrive en tête du premier tour avec 34,36 % des exprimés, suivi de Nicolas Sarkozy (18,72 %), Jean-Luc Mélenchon (16,86 %), Marine Le Pen (16,79 %) et François Bayrou (6,67 %). Au second tour, les électeurs ont voté à 64,69 % pour François Hollande contre 35,31 % pour Nicolas Sarkozy avec un taux de participation de 84,51 % des inscrits.
|                | PS             | François Hollande     | 33 003  | 34,36 %    | 59 466  | 64,69 %    |  |  |
|                | UMP            | Nicolas Sarkozy       | 17 979  | 18,72 %    | 32 452  | 35,31 %    |  |  |
|                | FG             | Jean-Luc Mélenchon    | 16 197  | 16,86 %    |         |            |  |  |
|                | FN             | Marine Le Pen         | 16 125  | 16,79 %    |         |            |  |  |
|                | MoDem          | François Bayrou       | 6 411   | 6,67 %     |         |            |  |  |
|                | EELV           | Eva Joly              | 2 742   | 2,85 %     |         |            |  |  |
|                | DLF            | Nicolas Dupont-Aignan | 1 446   | 1,51 %     |         |            |  |  |
|                | NPA            | Philippe Poutou       | 1 396   | 1,45 %     |         |            |  |  |
|                | LO             | Nathalie Arthaud      | 528     | 0,55 %     |         |            |  |  |
|                | S&P            | Jacques Cheminade     | 221     | 0,23 %     |         |            |  |  |
|                |                |                       |         |            |         |            |  |  |
|                |                |                       | Nombre  | % inscrits | Nombre  | % inscrits |  |  |
| Inscrits       | Inscrits       | Inscrits              | 116 370 |            | 116 357 |            |  |  |
| Abstentions    | Abstentions    | Abstentions           | 18 502  | 15,9 %     | 18 024  | 15,49 %    |  |  |
| Votants        | Votants        | Votants               | 97 868  | 84,1 %     | 98 333  | 84,51 %    |  |  |
|                |                |                       |         |            |         |            |  |  |
|                |                |                       |         | % votants  |         | % votants  |  |  |
| Blancs ou nuls | Blancs ou nuls | Blancs ou nuls        | 1 820   | 1,86 %     | 6 415   | 6,52 %     |  |  |
| Exprimés       | Exprimés       | Exprimés              | 96 048  | 98,14 %    | 91 918  | 98,14 %    |  |  |

### 2007
Au premier tour de l'élection présidentielle de 2007, Sarkozy réussit à capter une partie des voix de Le Pen et arrive largement en tête. Royal est la première femme qualifiée pour le second tour d'une élection présidentielle. Elle est battue avec une avance de 6 points.
En Ariège, Ségolène Royal arrive en tête du premier tour avec 35 % des exprimés, suivie de Nicolas Sarkozy (21,91 %), François Bayrou (15,74 %), Jean-Marie Le Pen (9,72 %) et Olivier Besancenot (5,07 %). Au second tour, les électeurs ont voté à 40,44 % pour Nicolas Sarkozy contre 59,56 % pour Ségolène Royal avec un taux de participation de 87,5 % des inscrits.
|                | PS             | Ségolène Royal       | 34 179  | 35 %       | 56 628  | 59,56 %    |  |  |
|                | UMP            | Nicolas Sarkozy      | 21 400  | 21,91 %    | 38 449  | 40,44 %    |  |  |
|                | UDF            | François Bayrou      | 15 370  | 15,74 %    |         |            |  |  |
|                | FN             | Jean-Marie Le Pen    | 9 491   | 9,72 %     |         |            |  |  |
|                | LCR            | Olivier Besancenot   | 4 949   | 5,07 %     |         |            |  |  |
|                | GPA            | Marie-George Buffet  | 2 941   | 3,01 %     |         |            |  |  |
|                | SE             | José Bové            | 2 610   | 2,67 %     |         |            |  |  |
|                | CPNT           | Frédéric Nihous      | 1 766   | 1,81 %     |         |            |  |  |
|                | MPF            | Philippe de Villiers | 1 634   | 1,67 %     |         |            |  |  |
|                | Les Verts      | Dominique Voynet     | 1 489   | 1,52 %     |         |            |  |  |
|                | LO             | Arlette Laguiller    | 1 125   | 1,15 %     |         |            |  |  |
|                | CNRSP          | Gérard Schivardi     | 704     | 0,72 %     |         |            |  |  |
|                |                |                      |         |            |         |            |  |  |
|                |                |                      | Nombre  | % inscrits | Nombre  | % inscrits |  |  |
| Inscrits       | Inscrits       | Inscrits             | 113 831 |            | 113 782 |            |  |  |
| Abstentions    | Abstentions    | Abstentions          | 14 629  | 12,85 %    | 14 219  | 12,5 %     |  |  |
| Votants        | Votants        | Votants              | 99 202  | 87,15 %    | 99 563  | 87,5 %     |  |  |
|                |                |                      |         |            |         |            |  |  |
|                |                |                      |         | % votants  |         | % votants  |  |  |
| Blancs ou nuls | Blancs ou nuls | Blancs ou nuls       | 1 544   | 1,56 %     | 4 486   | 4,51 %     |  |  |
| Exprimés       | Exprimés       | Exprimés             | 97 658  | 98,44 %    | 95 077  | 95,49 %    |  |  |

### 2002
Après cinq années de cohabitation, un duel est attendu entre Chirac et le Premier ministre Jospin lors de l'élection présidentielle de 2002, mais, à la surprise générale, ce dernier est devancé par Le Pen au premier tour. Au second tour, Chirac bénéficie du ralliement de la gauche et reçoit un score sans précédent. Il s'agit de la première élection pour un mandat de cinq ans et non plus sept.
En Ariège, Lionel  Jospin arrive en tête du premier tour avec 23,73 % des exprimés, suivi de Jean-Marie  Le Pen (15,11 %), Jacques  Chirac (14,31 %), Jean  Saint-Josse (8,4 %) et Olivier  Besancenot (5,58 %). Au second tour, les électeurs ont voté à 83,87 % pour Jacques  Chirac contre 16,13 % pour Jean-Marie  Le Pen avec un taux de participation de 82,73 % des inscrits.
|                | PS             | Lionel Jospin           | 18 890  | 23,73 %    |         |            |  |  |
|                | FN             | Jean-Marie Le Pen       | 12 027  | 15,11 %    | 13 350  | 16,13 %    |  |  |
|                | RPR            | Jacques Chirac          | 11 394  | 14,31 %    | 69 393  | 83,87 %    |  |  |
|                | CPNT           | Jean Saint-Josse        | 6 684   | 8,4 %      |         |            |  |  |
|                | LCR            | Olivier Besancenot      | 4 442   | 5,58 %     |         |            |  |  |
|                | LO             | Arlette Laguiller       | 4 388   | 5,51 %     |         |            |  |  |
|                | Les Verts      | Noël Mamère             | 4 207   | 5,28 %     |         |            |  |  |
|                | PC             | Robert Hue              | 4 162   | 5,23 %     |         |            |  |  |
|                | MC             | Jean-Pierre Chevènement | 3 703   | 4,65 %     |         |            |  |  |
|                | UDF            | François Bayrou         | 3 236   | 4,07 %     |         |            |  |  |
|                | DL             | Alain Madelin           | 1 629   | 2,05 %     |         |            |  |  |
|                | PRG            | Christiane Taubira      | 1 476   | 1,85 %     |         |            |  |  |
|                | MNR            | Bruno Mégret            | 1 256   | 1,58 %     |         |            |  |  |
|                | Cap21          | Corinne Lepage          | 1 076   | 1,35 %     |         |            |  |  |
|                | FRS            | Christine Boutin        | 687     | 0,86 %     |         |            |  |  |
|                | PT             | Daniel Gluckstein       | 349     | 0,44 %     |         |            |  |  |
|                |                |                         |         |            |         |            |  |  |
|                |                |                         | Nombre  | % inscrits | Nombre  | % inscrits |  |  |
| Inscrits       | Inscrits       | Inscrits                | 109 027 |            | 108 986 |            |  |  |
| Abstentions    | Abstentions    | Abstentions             | 26 152  | 23,99 %    | 18 824  | 17,27 %    |  |  |
| Votants        | Votants        | Votants                 | 82 875  | 76,01 %    | 90 162  | 82,73 %    |  |  |
|                |                |                         |         |            |         |            |  |  |
|                |                |                         |         | % votants  |         | % votants  |  |  |
| Blancs ou nuls | Blancs ou nuls | Blancs ou nuls          | 3 269   | 3,94 %     | 7 419   | 8,23 %     |  |  |
| Exprimés       | Exprimés       | Exprimés                | 79 606  | 96,06 %    | 82 743  | 91,77 %    |  |  |

### 1995
Après une nouvelle cohabitation et alors que la droite est particulièrement divisée entre Chirac et le Premier ministre Balladur, Jospin réussit à arriver en tête au premier tour de l'élection présidentielle de 1995, malgré la très lourde défaite de la gauche aux législatives de 1993. Au second tour, il est battu par Chirac.
En Ariège, Lionel Jospin arrive en tête du premier tour avec 33,81 % des exprimés, suivi de Jacques Chirac (16,68 %), Édouard Balladur (14,43 %), Robert Hue (12,46 %) et Jean-Marie Le Pen (10,5 %). Au second tour, les électeurs ont voté à 60,07 % pour Lionel Jospin contre 39,93 % pour Jacques Chirac avec un taux de participation de 84,03 % des inscrits.
|                | PS             | Lionel Jospin        | 28 938  | 33,81 %    | 49 470  | 60,07 %    |  |  |
|                | RPR            | Jacques Chirac       | 14 276  | 16,68 %    | 32 888  | 39,93 %    |  |  |
|                | RPR            | Édouard Balladur     | 12 352  | 14,43 %    |         |            |  |  |
|                | PC             | Robert Hue           | 10 665  | 12,46 %    |         |            |  |  |
|                | FN             | Jean-Marie Le Pen    | 8 984   | 10,5 %     |         |            |  |  |
|                | LO             | Arlette Laguiller    | 4 263   | 4,98 %     |         |            |  |  |
|                | Les Verts      | Dominique Voynet     | 3 004   | 3,51 %     |         |            |  |  |
|                | MPF            | Philippe de Villiers | 2 833   | 3,31 %     |         |            |  |  |
|                | S&P            | Jacques Cheminade    | 287     | 0,34 %     |         |            |  |  |
|                |                |                      |         |            |         |            |  |  |
|                |                |                      | Nombre  | % inscrits | Nombre  | % inscrits |  |  |
| Inscrits       | Inscrits       | Inscrits             | 108 226 |            | 103 814 |            |  |  |
| Abstentions    | Abstentions    | Abstentions          | 19 961  | 18,44 %    | 16 584  | 15,97 %    |  |  |
| Votants        | Votants        | Votants              | 88 265  | 81,56 %    | 87 230  | 84,03 %    |  |  |
|                |                |                      |         |            |         |            |  |  |
|                |                |                      |         | % votants  |         | % votants  |  |  |
| Blancs ou nuls | Blancs ou nuls | Blancs ou nuls       | 2 663   | 3,02 %     | 4 872   | 5,59 %     |  |  |
| Exprimés       | Exprimés       | Exprimés             | 85 602  | 96,98 %    | 82 358  | 94,41 %    |  |  |

### 1988
Après deux ans de cohabitation, Mitterrand affronte le Premier ministre Chirac lors de l'élection présidentielle de 1988. Le Pen obtient au premier tour un score jusque-là sans précédent pour un parti d'extrême droite. Au second tour, Mitterrand est facilement réélu.
En Ariège, François Mitterrand arrive en tête du premier tour avec 41,4 % des exprimés, suivi de Jacques Chirac (18,18 %), André Lajoinie (10,53 %), Raymond Barre (10,42 %) et Jean-Marie Le Pen (10,29 %). Au second tour, les électeurs ont voté à 63,93 % pour François Mitterrand contre 36,07 % pour Jacques Chirac avec un taux de participation de 86,78 % des inscrits.
|                | PS                    | François Mitterrand | 35 946  | 41,4 %     | 58 073  | 63,93 %    |  |  |
|                | RPR                   | Jacques Chirac      | 15 781  | 18,18 %    | 32 759  | 36,07 %    |  |  |
|                | PC                    | André Lajoinie      | 9 146   | 10,53 %    |         |            |  |  |
|                | SE                    | Raymond Barre       | 9 046   | 10,42 %    |         |            |  |  |
|                | FN                    | Jean-Marie Le Pen   | 8 936   | 10,29 %    |         |            |  |  |
|                | Les Verts             | Antoine Waechter    | 3 055   | 3,52 %     |         |            |  |  |
|                | Communiste rénovateur | Pierre Juquin       | 2 751   | 3,17 %     |         |            |  |  |
|                | LO                    | Arlette Laguiller   | 1 857   | 2,14 %     |         |            |  |  |
|                | MPT                   | Pierre Boussel      | 300     | 0,35 %     |         |            |  |  |
|                |                       |                     |         |            |         |            |  |  |
|                |                       |                     | Nombre  | % inscrits | Nombre  | % inscrits |  |  |
| Inscrits       | Inscrits              | Inscrits            | 108 146 |            | 108 104 |            |  |  |
| Abstentions    | Abstentions           | Abstentions         | 19 679  | 18,2 %     | 14 290  | 13,22 %    |  |  |
| Votants        | Votants               | Votants             | 88 467  | 81,8 %     | 93 814  | 86,78 %    |  |  |
|                |                       |                     |         |            |         |            |  |  |
|                |                       |                     |         | % votants  |         | % votants  |  |  |
| Blancs ou nuls | Blancs ou nuls        | Blancs ou nuls      | 1 649   | 1,86 %     | 2 982   | 3,18 %     |  |  |
| Exprimés       | Exprimés              | Exprimés            | 86 818  | 98,14 %    | 90 832  | 96,82 %    |  |  |

### 1981
Lors de l'élection présidentielle de 1981, Giscard d'Estaing arrive en tête au premier tour et affronte, comme la fois précédente, Mitterrand. Pour la première fois, un président sortant est battu : Mitterrand devient le premier président de gauche de la Ve République.
En Ariège, François Mitterrand arrive en tête du premier tour avec 32,41 % des exprimés, suivi de Valéry Giscard d'Estaing (20,8 %), Georges Marchais (20,46 %), Jacques Chirac (15,45 %) et Brice Lalonde (3,21 %). Au second tour, les électeurs ont voté à 63,54 % pour François Mitterrand contre 36,77 % pour Valéry Giscard d'Estaing avec un taux de participation de 86,9 % des inscrits.
|                | PS             | François Mitterrand      | 27 469  | 32,41 %    | 57 162  | 63,23 %    |  |  |
|                | UDF            | Valéry Giscard d'Estaing | 17 626  | 20,8 %     | 33 247  | 36,77 %    |  |  |
|                | PC             | Georges Marchais         | 17 343  | 20,46 %    |         |            |  |  |
|                | RPR            | Jacques Chirac           | 13 096  | 15,45 %    |         |            |  |  |
|                | MEP            | Brice Lalonde            | 2 723   | 3,21 %     |         |            |  |  |
|                | LO             | Arlette Laguiller        | 2 243   | 2,65 %     |         |            |  |  |
|                | MRG            | Michel Crépeau           | 1 742   | 2,06 %     |         |            |  |  |
|                | Divers droite  | Marie-France Garaud      | 932     | 1,1 %      |         |            |  |  |
|                | Divers droite  | Michel Debré             | 863     | 1,02 %     |         |            |  |  |
|                | PSU            | Huguette Bouchardeau     | 713     | 0,84 %     |         |            |  |  |
|                |                |                          |         |            |         |            |  |  |
|                |                |                          | Nombre  | % inscrits | Nombre  | % inscrits |  |  |
| Inscrits       | Inscrits       | Inscrits                 | 106 889 |            | 106 794 |            |  |  |
| Abstentions    | Abstentions    | Abstentions              | 20 836  | 19,49 %    | 13 987  | 13,1 %     |  |  |
| Votants        | Votants        | Votants                  | 86 053  | 80,51 %    | 92 807  | 86,9 %     |  |  |
|                |                |                          |         |            |         |            |  |  |
|                |                |                          |         | % votants  |         | % votants  |  |  |
| Blancs ou nuls | Blancs ou nuls | Blancs ou nuls           | 1 303   | 1,51 %     | 2 398   | 2,58 %     |  |  |
| Exprimés       | Exprimés       | Exprimés                 | 84 750  | 98,49 %    | 90 409  | 97,42 %    |  |  |

### 1974
L'élection présidentielle de 1974 est une élection anticipée à la suite de la mort de Pompidou. Mitterrand, candidat unique de la gauche, est largement en tête au premier tour devant Giscard d'Estaing, qui distance lui-même Chaban-Delmas. Au terme d'une campagne animée, marquée par un débat télévisé tendu, Giscard d'Estaing l'emporte avec une très courte avance.
En Ariège, François Mitterrand arrive en tête du premier tour avec 56,73 % des exprimés, suivi de Valéry Giscard d'Estaing (18,37 %), Jacques Chaban-Delmas (17,18 %), Arlette Laguiller (3,13 %) et Jean Royer (1,62 %). Au second tour, les électeurs ont voté à 63,54 % pour François Mitterrand contre 36,46 % pour Valéry Giscard d'Estaing avec un taux de participation de 88,64 % des inscrits.
|                | PS             | François Mitterrand       | 45 149 | 56,73 %    | 53 561 | 63,54 %    |  |  |
|                | RI             | Valéry Giscard d'Estaing' | 14 618 | 18,37 %    | 30 740 | 36,46 %    |  |  |
|                | UDR            | Jacques Chaban-Delmas     | 13 673 | 17,18 %    |        |            |  |  |
|                | LO             | Arlette Laguiller         | 2 494  | 3,13 %     |        |            |  |  |
|                | SE             | Jean Royer                | 1 287  | 1,62 %     |        |            |  |  |
|                | SE, écologiste | René Dumont               | 762    | 0,96 %     |        |            |  |  |
|                | FN             | Jean-Marie Le Pen         | 672    | 0,84 %     |        |            |  |  |
|                | FCR            | Alain Krivine             | 414    | 0,52 %     |        |            |  |  |
|                | MDSF           | Émile Muller              | 288    | 0,36 %     |        |            |  |  |
|                | NAR            | Bertrand Renouvin         | 107    | 0,13 %     |        |            |  |  |
|                | MFE            | Jean-Claude Sebag         | 86     | 0,11 %     |        |            |  |  |
|                |                |                           |        |            |        |            |  |  |
|                |                |                           | Nombre | % inscrits | Nombre | % inscrits |  |  |
| Inscrits       | Inscrits       | Inscrits                  | 96 240 |            | 96 313 |            |  |  |
| Abstentions    | Abstentions    | Abstentions               | 14 936 | 15,52 %    | 10 937 | 11,36 %    |  |  |
| Votants        | Votants        | Votants                   | 81 304 | 84,48 %    | 85 376 | 88,64 %    |  |  |
|                |                |                           |        |            |        |            |  |  |
|                |                |                           |        | % votants  |        | % votants  |  |  |
| Blancs ou nuls | Blancs ou nuls | Blancs ou nuls            | 1 722  | 2,12 %     | 1 075  | 1,26 %     |  |  |
| Exprimés       | Exprimés       | Exprimés                  | 79 582 | 97,88 %    | 84 301 | 98,74 %    |  |  |

### 1969
L'élection présidentielle de 1969 est une élection anticipée à la suite de la démission de De Gaulle. La gauche se lance désunie dans la course et, bien que Duclos (PCF) manque de le devancer, c'est le président par intérim Poher qui accède au second tour face à l'ex-Premier ministre Pompidou. Alors que Duclos refuse d'appeler à voter au second tour pour « bonnet blanc ou blanc bonnet », Pompidou est finalement largement élu.
En Ariège, Georges Pompidou arrive en tête du premier tour avec 37,56 % des exprimés, suivi de Jacques Duclos (25,41 %), Alain Poher (24,37 %), Gaston Defferre (7,14 %) et Michel Rocard (3,2 %). Au second tour, les électeurs ont voté à 50,24 % pour Georges Pompidou contre 49,76 % pour Alain Poher avec un taux de participation de 72,48 % des inscrits.
|                | UDR            | Georges Pompidou | 26 732 | 37,56 %    | 31 757 | 50,24 %    |  |  |
|                | PC             | Jacques Duclos   | 18 086 | 25,41 %    |        |            |  |  |
|                | CD             | Alain Poher      | 17 344 | 24,37 %    | 31 456 | 49,76 %    |  |  |
|                | SFIO           | Gaston Defferre  | 5 079  | 7,14 %     |        |            |  |  |
|                | PSU            | Michel Rocard    | 2 278  | 3,2 %      |        |            |  |  |
|                | LC             | Alain Krivine    | 970    | 1,36 %     |        |            |  |  |
|                | SE             | Louis Ducatel    | 675    | 0,95 %     |        |            |  |  |
|                |                |                  |        |            |        |            |  |  |
|                |                |                  | Nombre | % inscrits | Nombre | % inscrits |  |  |
| Inscrits       | Inscrits       | Inscrits         | 94 833 |            | 94 810 |            |  |  |
| Abstentions    | Abstentions    | Abstentions      | 22 700 | 23,94 %    | 26 092 | 27,52 %    |  |  |
| Votants        | Votants        | Votants          | 72 133 | 76,06 %    | 68 718 | 72,48 %    |  |  |
|                |                |                  |        |            |        |            |  |  |
|                |                |                  |        | % votants  |        | % votants  |  |  |
| Blancs ou nuls | Blancs ou nuls | Blancs ou nuls   | 969    | 1,34 %     | 5 505  | 8,01 %     |  |  |
| Exprimés       | Exprimés       | Exprimés         | 71 164 | 98,66 %    | 63 213 | 91,99 %    |  |  |

### 1965
L'élection présidentielle de 1965 est la première élection au suffrage universel direct à la suite du référendum d'octobre 1962. De Gaulle est mis en ballottage, à la surprise générale, par Mitterrand, candidat unique de la gauche. La campagne du second tour est axée sur l'Europe et les relations internationales ainsi que sur l'armement nucléaire. De Gaulle est finalement réélu avec une large avance.
En Ariège, François Mitterrand arrive en tête du premier tour avec 50,12 % des exprimés, suivi de Charles de Gaulle (34,28 %), Jean Lecanuet (7,67 %), Jean-Louis Tixier-Vignancour (5,84 %) et Pierre Marcilhacy (1,3 %). Au second tour, les électeurs ont voté à 62,51 % pour François Mitterrand contre 37,49 % pour Charles de Gaulle avec un taux de participation de 83,88 % des inscrits.
|                | CIR            | François Mitterrand          | 38 316 | 50,12 %    | 48 828 | 62,51 %    |  |  |
|                | UNR            | Charles de Gaulle            | 26 206 | 34,28 %    | 29 290 | 37,49 %    |  |  |
|                | MRP            | Jean Lecanuet                | 5 861  | 7,67 %     |        |            |  |  |
|                | SE             | Jean-Louis Tixier-Vignancour | 4 465  | 5,84 %     |        |            |  |  |
|                | PLE            | Pierre Marcilhacy            | 990    | 1,3 %      |        |            |  |  |
|                | SE             | Marcel Barbu                 | 605    | 0,79 %     |        |            |  |  |
|                |                |                              |        |            |        |            |  |  |
|                |                |                              | Nombre | % inscrits | Nombre | % inscrits |  |  |
| Inscrits       | Inscrits       | Inscrits                     | 94 742 |            | 94 742 |            |  |  |
| Abstentions    | Abstentions    | Abstentions                  | 17 488 | 18,46 %    | 15 277 | 16,12 %    |  |  |
| Votants        | Votants        | Votants                      | 77 254 | 81,54 %    | 79 465 | 83,88 %    |  |  |
|                |                |                              |        |            |        |            |  |  |
|                |                |                              |        | % votants  |        | % votants  |  |  |
| Blancs ou nuls | Blancs ou nuls | Blancs ou nuls               | 811    | 1,05 %     | 1 347  | 1,7 %      |  |  |
| Exprimés       | Exprimés       | Exprimés                     | 76 443 | 98,95 %    | 78 118 | 98,3 %     |  |  |